# Esmé Stewart, 5. Duke of Lennox

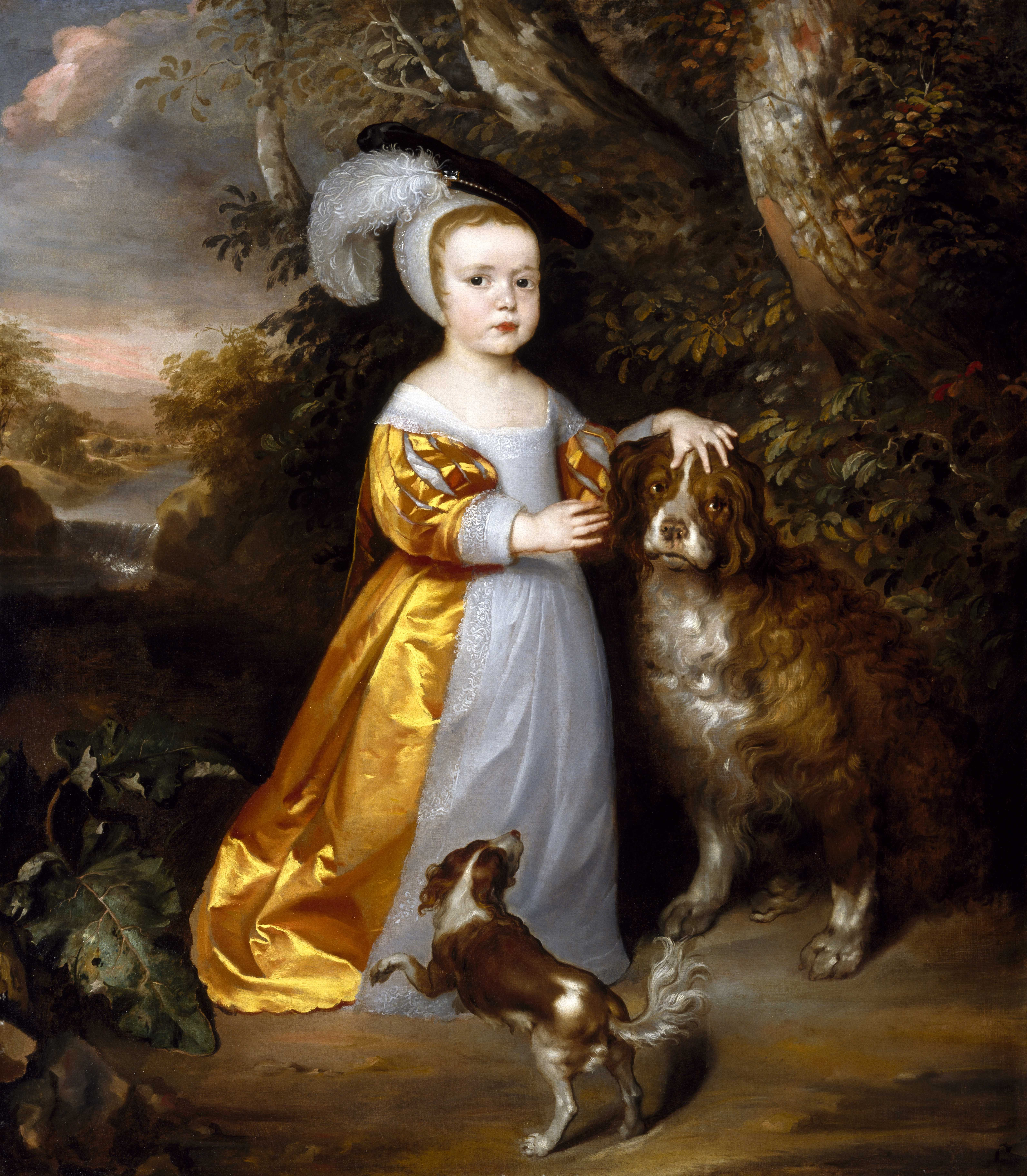
Porträt von Esmé Stewart, John Weesop, um 1653

Esmé Stewart, 5. Duke of Lennox, 2. Duke of Richmond (* 2. November 1649; † 10. August 1660 in Paris), war ein schottischer Adliger aus der Familie Stewart.
Er war der einzige Sohn des James Stewart, 4. Duke of Lennox, aus dessen Ehe mit Lady Mary Villiers, Tochter des George Villiers, 1. Duke of Buckingham. Im Alter von fünf Jahren erbte er beim Tode seines Vaters, 1655, dessen schottische Adelstitel als 5. Duke of Lennox und dessen englische Adelstitel 2. Duke of Richmond, jeweils nebst nachgeordneten Titeln. Da sein Vater im Englischen Bürgerkrieg auf der unterlegenen Seite der Royalisten gestanden hatte, ging seine Mutter mit ihm ins Exil nach Frankreich.
Als er bereits im Alter von zehn Jahren in Paris an Pocken starb, fielen alle seine Adelstitel an seinen Cousin Charles Stewart, 1. Earl of Lichfield, mit Ausnahme des nachgeordneten englischen Titels Baron Clifton, der auch in weiblicher Linie vererbbar war und an seine Schwester Lady Mary Stewart (1651–1668) fiel. Esmé wurde in der Westminster Abbey in der Heimat bestattet, wo die Monarchie unter König Karl II. inzwischen wiederhergestellt worden war.